# ビアンカ・パノバ
ビアンカ・パノバ（ブルガリア語:Бианка Панова、英語：Bianka Panova、1970年5月27日 - ）は、ブルガリアの元新体操選手。愛称は「Bibi」。

## 人物
世界新体操選手権2連覇を果たしたディリアナ・ゲオルギエバ、そのライバルでもあるリリア・イグナトバの後を継ぐ新体操王国ブルガリアの新体操のエース候補として1985年の世界新体操選手権で個人総合3位に入り、鮮烈なデビューを飾る。コーチはネシュカ・ロベバ。
1987年に地元ブルガリアのバルナで開催された世界新体操選手権において、史上初の個人総合・種目別の全12演技で10.00点満点の完全優勝を飾り、新体操の女王となる。
新体操王国ブルガリア悲願の金メダルが期待された1988年ソウルオリンピックでは、事実上ブルガリアとソ連の対決となった。金メダル最有力と目されたパノバであったが、後方へのクラブ2本投げ・後転して背筋姿勢での2本キャッチという最高難度の高い手具技を盛り込んだ予選のこん棒（クラブ）の演技でキャッチミス・クラブが場外へ飛び出すというアクシデントがあり、当時のパノバとしては考えられない低スコア「9.550」となった。予選のロープ・フープでは「10.00」を出すが、リボンは「9.90」となり予選を4位で通過し決勝に進むことになった。予選のスコアの半分が持ち点となる当時のルールでは、予選終了時点で金メダルはほぼ絶望的となった（ライバルのソ連のマリーナ・ロバチが予選で4種目とも「10.00」を出し予選トップ通過。ブルガリアのドナフスカは1種目のみ「9.90」でほか3種目は「10.00」で予選2位、ソ連の新鋭・ティモシェンコはクラブで「9.75」となった以外は「10.00」を記録し予選3位）。
決勝では徐々に調子を上げ、クラブの演技もキャッチに成功し、決勝4種目とも「10.00」満点を記録した。1980年代後半は上位選手の演技「10.00」満点が頻発しており、今大会においても上位3選手とも決勝4種目で「10.00」を記録したため、順位は予選のままで個人総合4位に終わり、メダルを逃す。この大会以降、1981年の世界選手権よりブルガリアが保持していた王座がソ連に移り、新体操競技の覇権がブルガリアからソ連（ロシア）となる歴史的な敗北でもあった。
ソウルオリンピック後に引退するも、「子供たちを感動させる演技をしたい」と、1989年の世界新体操選手権で現役復帰、個人総合2位・種目別ロープ・フープ1位となり健在ぶりをアピールした。同年に再び引退、イタリアの体操選手Katia Pietrosantiのコーチとして活動を始めた。1992年のバルセロナオリンピックを目指し復帰するも、ブルガリアのナショナルチーム入りを果たせなかった。1993年に再び引退、ベルギーでコーチ業を始めた。その後、ベルギーの医師と結婚し、2男をもうける。
2009年秋、母国の人気番組'Dancing Stars'(ダンシング・ウィズ・ザ・スターズのブルガリア版)に招かれ、出演。久々に母国の人々に姿を見せることとなった。
決勝では視聴者の票を最も集め優勝した。

## 略歴
- 1985年、世界選手権大会（バリャドリッド、スペイン）（個人総合3位、種目別リボン1位）。
- 1986年、欧州選手権大会（フィレンツェ、イタリア）（個人総合1位、種目別:ロープ・クラブ1位、リボン3位、ボール4位）。
- 1987年、世界選手権大会（ヴァルナ、ブルガリア）（個人総合1位、種目別全種目1位）。
- 1988年、欧州選手権大会（ヘルシンキ、フィンランド）（個人総合5位、種目別:フープ・リボン1位、ロープ4位）。
- 1988年、ソウルオリンピック出場（個人総合4位）。
- 1989年、世界選手権大会（サラエヴォ、ユーゴスラビア）（個人総合2位、種目別ロープ・フープ1位、ボール3位）。